# Kościoły asyryjskie
Kościoły asyryjskie, Kościoły przedefeskie, Kościoły nestoriańskie – Kościoły wschodnie wywodzące się bezpośrednio z Kościoła Wschodu, który powstał w początkach chrześcijaństwa na wschodnich rubieżach Cesarstwa Rzymskiego, w Indiach i w Persji, a następnie od V wieku rozwijał się i egzystował niezależnie od pięciu kanonicznych patriarchatów w niemal całej Azji.
Nazwa Kościoły asyryjskie używana jest dla podkreślenia współczesnego, głównego składu narodowościowego tej wspólnoty – Asyryjczyków. Z kolei określenia Kościoły przedefeskie i Kościoły nestoriańskie nawiązują do momentu schizmy Kościoła Wschodu – soboru efeskiego.

## Charakterystyka
Kościoły asyryjskie do lat sześćdziesiątych XX wieku stanowiły właściwie jedną wspólnotę – Kościół Wschodu, którego centrum religijne mieściło się w Iraku, a zwierzchnikiem był katolikos-patriarcha Seleucji-Ktezyfontu. Schizma metropolity indyjskiego, Mar Thooma w 1968 roku doprowadziła do utworzenia dwóch obediencji patriarszych (Asyryjski Kościół Wschodu, Starożytny Kościół Wschodu), które wzajemnie ze sobą konkurują.
Oba autokefaliczne Kościoły asyryjskie są to wspólnoty chrześcijańskie należące do chaldejskiej (wschodniosyryjskiej) tradycji liturgicznej z tym, że Asyryjski Kościół Wschodu uległ pewnej reformie i używa obecnie kalendarza gregoriańskiego.
Kościoły asyryjskie łączy doktryna przedefeska (nestorianizm). Przyjmują one nauki dwóch pierwszych soborów powszechnych: nicejskiego I (325) i konstantynopolitańskiego I (381). Odrzucają natomiast postanowienia soboru efeskiego (431) i następnych.
Asyryjski Kościół Wschodu prowadzi dialog ekumeniczny z Kościołami prawosławnymi i Kościołem katolickim.

## Kościoły asyryjskie
- Asyryjski Kościół Wschodu
- Starożytny Kościół Wschodu
  - Asyryjski Kościół Wschodu w Indiach[1]